# Revithoussa
Revithoussa (griechisch Ρεβυθούσα) ist eine kleine Insel im Saronischen Golf. Sie gehörte bis 2001 zur Gemeinde Megara und wurde am 18. März 2001 der Gemeinde Salamis zugeordnet.

## Beschreibung
Die Insel liegt etwa 460 m südlich der Halbinsel Agia Triada und 915 m westlich von Salamis. In der Antike wurde sie zusammen mit Pachi, Pachaki und Makronisos zu den vier Methuriαden-Inseln (Μεθουρίαδες = Grenzinseln; lat. Methuriden) gezählt. 1999 wurde auf der Insel der LNG-Terminal Revithoussa, der erste griechische Flüssigerdgasterminal, fertiggestellt und in Betrieb genommen.